# Elisabeth Meyer-Marthaler
Elisabeth Meyer-Marthaler (* 27. September 1916 in Winterthur; † 1. März 2001 in Frauenfeld; heimatberechtigt in Niederhasli) war eine Schweizer Historikerin.

## Leben und Werk
Elisabeth Meyer-Marthaler studierte in Zürich und Wien Geschichte. Da sie deutlich gegen den Nationalsozialismus Stellung bezogen hatte, musste sie Wien 1938 als «persona non grata» verlassen. 
Elisabeth Meyer-Marthaler erhielt 1940 das Gymnasiallehrerdiplom und promovierte in Zürich mit der Schrift «Untersuchungen zur Verfassungs- und Rechtsgeschichte der Grafschaft Vintschgau im Mittelalter». Ab 1940 war sie Redaktorin des Bündner Urkundenbuches.
1941 heiratete sie den Historiker Bruno Meyer, mit dem sie vier Kinder hatte. Neben der Hausarbeit und Kindererziehung verfasste Elisabeth Meyer-Marthaler zahlreiche Publikationen zu bündnerischen Themen und auch viele Grundlagenartikel über die Geschichte der thurgauischen Klöster sowie zahlreiche Beiträge im Rahmen der Helvetia Sacra.
Einen zentralen Bestandteil der Handbibliothek des Kulturarchivs Prättigau (KAP) im Kulturhaus Rosengarten in Grüsch bildet die Bündnergeschichtliche Bibliothek, welche die mit der Familie Ott befreundete Historikerin Elisabeth Meyer-Marthaler dem Archiv testamentarisch vermacht hat.

## Schriften (Auswahl)
- Römisches Recht in Rätien im frühen und hohen Mittelalter. Verlag Leemann, Zürich 1968.
- Rechtsquellen des Kantons Graubünden, Alträtisches Recht / Lex Romana Curiensis. Schwabe Verlag, Basel 1966, ISBN 978-3-79651795-2.
- Rechtsquellen des Kantons Graubünden / Die Statuten der Gerichtsgemeinden / Der Zehngerichtenbund / Gericht Langwies. Schwabe Verlag, Basel, ISBN 978-3-79651810-2.
- Einflüsse des römischen Rechts in den Formeln und in der Praxis: Schweiz. Tipografia MORI, Varese 1975.
- Rechtsquellen und Rechtsentwicklung im Gotteshausbund. Separatdruck aus der Festschrift 600 Jahre Gotteshausbund.
- Der Toggenburger Erbfall von 1436 als Frage von Erb- und Lehenrecht.
- Die Gesetze des Bischofs Remedius von Chur.

Die erste und die vier Schriften ab Einflüsse des römischen Rechts in den Formeln und in der Praxis: Schweiz sind in der Handbibliothek des Kulturarchivs Prättigau einsehbar.